# ユニバ通り
ユニバ通り（ユニバどおり）は、福岡県糟屋郡志免町の柏木交差点から福岡市博多区東平尾公園2丁目の糟屋郡志免町との境までの志免町道・福岡市道席田浦田線3.0kmに付けられた福岡市道路愛称。

## 概要
福岡空港の東部を走る通りで、文字通り、1995年に開催されたユニバーシアード福岡大会の主会場となった博多の森陸上競技場や、同大会を機に建設された博多の森球技場をはじめとするスポーツ施設が集まる東平尾公園へのアクセス道路のひとつで、前年の1994年の同大会開催を記念した道路愛称により、この愛称が付けられた。

## 周辺
- 福岡市立席田小学校
- 東平尾公園
  - 博多の森弓道場
  - 博多の森テニス競技場
  - 博多の森陸上競技場

## 通過する自治体
- 糟屋郡志免町
- 福岡市博多区

## 主な接続路線
※（　）内は接続する交差点等
- 福岡県道551号別府比恵線（柏木交差点）

## 愛称の由来
ユニバーシアード福岡大会の主会場であった博多の森陸上競技場が沿線にあることから（1994年にユニバーシアード福岡大会の開催を記念した道路愛称事業により制定）。